# 키에은템주

키에은템 주

키에은템주(스페인어: Kié-Ntem)는 적도 기니의 주로, 주도는 에베비인이다. 면적은 3,943 km2이고, 인구는 183,331 명(2015년 기준)이다. 북쪽으로는 카메룬, 동쪽으로는 가봉과 국경을 맞대고 있으며 남쪽으로는 웰레은사스 주, 서쪽으로는 중남부 주와 인접해 있다.